# Мухин, Семён Александрович
Семён Александрович Мухин (1771—1828) — генерал-лейтенант русской императорской армии; участник Отечественной войны 1812 года, военный топограф, начальник штаба Отдельного корпуса внутренней стражи.

## Биография
Родился 23 мая (3 июня) 1771 года в Кременчуге Новороссийской губернии, принадлежал к сословной группе обер-офицерских детей.
В службу вступил 17 июня 1778 года учеником в Межевую экспедицию Азовской губернии, откуда 24 ноября 1779 года определён вахмистром в Полтавский пикинёрный полк. 20 июня 1784 года командирован в чине прапорщика в Таврическую область на должность землемера. Участвовал в русско-турецкой войне 1787—1791 годов, 12 октября 1788 года переведён поручиком в Генеральный штаб, за отличие при штурме Анапы произведён в капитаны Генерального штаба.
В 1792 году Мухин сражался в Польше против бунтовщиков (конфедератов), а в 1794 году там же находился в делах с повстанцами (бунтовщиками) Костюшко и был захвачен в плен. По освобождении он по-прежнему служил в Генеральном штабе.
По преобразовании Генерального штаба в Свиту Его Величества по квартирмейстерской части, в январе 1797 года Мухин был временно переведён премьер-майором в Мариупольский гусарский полк, откуда 26 апреля зачислен в Свиту по квартирмейстерской части и отправлен на топографические съёмки в Крым и Причерноморские губернии. 16 января 1799 года получил чин полковника.
В 1800 году Мухин снял на карту Санкт-Петербург и его ближайшие окрестности, за успешное исполнение этого поручения ему был пожалован командорский крест ордена Святого Иоанна Иерусалимского. В 1803 году он был на съёмках в Волынской губернии, и за отличное исполнение карты этой губернии ему был пожалован орден Святой Анны 2-й степени.
20 марта 1805 года Мухин был произведён в генерал-майоры. С сентября 1810 года по апрель 1811 года он занимался исправлением Генеральной карты Российской империи.
Получив с 13 октября 1811 года должность обер-квартирмейстера во 2-м корпусе генерала К. Ф. Багговута 1-й Западной армии, Мухин с началом в 1812 году военных действий против французов и до вступления в лагерь при Дриссе исполнял должность генерал-квартирмейстера 1-й Западной армии. Н. П. Глиноецкий в своей «Истории русского Генерального штаба» оставил следующую характеристику Мухина: «отличный съёмщик, но человек без образования и самостоятельности». По причине слабой инициативности Мухин был отставлен от занимаемой должности и по распоряжению императора Александра I от 18 июля 1812 года был назначен помощником генерала К. И. Оппермана и начальником Депо карт в Санкт-Петербурге.
12 апреля 1813 года он был назначен генерал-квартирмейстером в Резервную армию, с 12 июня 1813 года занимал ту же должность в Польской армии, но здесь пробыл лишь до 24 июля и был возвращён обратно в Резервную армию. После вступления русских войск во Францию Мухин был отправлен в Крым для производства топографических съёмок и к началу 1816 года им была составлена великолепная карта Крымского полуострова в масштабе 4 версты на дюйм. По свидетельству Н. П. Глиноецкого эта карта была вплоть до 1880-х годов считалась образцовой.
Со 2 августа 1816 года Мухин занимал должность начальника штаба Отдельного корпуса Внутренней стражи, на каковой находился по 2 марта 1824 года, после чего состоял по армии без должности. 22 августа 1826 года произведён в генерал-лейтенанты и с 13 марта 1828 года был исполняющим дела председателя полевого аудиториата 1-й армии.
Скончался «от нервической горячки» 4 (16) июля 1828 в Санкт-Петербурге, похоронен на Георгиевском кладбище Большой Охты.

## Награды
- Командорский крест ордена Святого Иоанна Иерусалимского (1800 год)
- Орден Святой Анны 2-й степени с алмазными знаками (1803 год)
- Орден Святого Георгия 4-й степени (26 ноября 1816 года, за беспорочную выслугу 25 лет в офицерских чинах, № 3089 по кавалерскому списку Григоровича — Степанова)[3]
- Орден Святого Владимира 2-й степени
- Золотая шпага с надписью «За храбрость»